# Jeu-les-Bois
Jeu-les-Bois é uma comuna francesa na região administrativa do Centro, no departamento Indre. Estende-se por uma área de 37,22 km². Em 2010 a comuna tinha 403 habitantes (densidade: 10,8 hab./km²).